# Дом общества «Динамо»
Дом о́бщества «Дина́мо» — построенное в 1928—1931 годах жилое здание в Москве на углу Большой Лубянки и Фуркасовского переулка. Памятник архитектуры конструктивизма. Принадлежит ФСБ.
Здание построено знаменитыми советскими архитекторами И. А. Фоминым и А. Я. Лангманом в 1931 году. Функция нового здания была таковой: жилое здание, принадлежащее спортивному обществу «Динамо».
Проект 1928—1929 годов состоял в создании некоего симметричного архитектурного ансамбля, замыкающего перспективу Кузнецкого моста. Однако было возведено только одно из двух ранее задуманных зданий между Большой и Малой Лубянкой и Фуркасовским переулком, включающее Г-образные административный и жилой корпуса, объединённые 14-этажной башней.
Главный корпус ансамбля дома общества «Динамо», выходящий на Большую Лубянку, выполнен с применением архитектурных монументальных форм — массивные сдвоенные колонны, строгие вертикали здания. Их особенность — отсутствие баз и капителей колонн. Верхняя башня расчленена балконами по углам здания и столбами, на которые опирается весь её первый этаж.

Для жилого корпуса выбран более мелкий масштаб с выраженной горизонтальной композицией фасадов.
Сооружение было одним из первых в советской архитектуре опытов поисков «большого стиля».— Москва. Энциклопедический справочник. — М.: Большая Российская Энциклопедия. 1992.
В 1940 году жильё и магазин «Динамо» были переведены в новый дом НКВД на 1-й Тверской-Ямской, 11. В 2020-е годы здание занимает Культурный центр ФСБ России.

## Критика
Такая стилистика «пролетарской классики» не была понятна современникам, в Ленинграде этот стиль признали слишком авангардным, а в Москве слишком консервативным. Архитектор А. А. Аркин сделал пародию в виде объявления:
Дешево! Стандартно! Пригодно в любых пропорциях. Не надо капителей и баз. Не зависит от этажности! <…> Высылается в провинцию по первому требованию. Имеются отзывы солидных инстанций (ОГПУ, НКПС). Незаменимо при переделке старых фасадов. Монументально!